# Amédée-François Lamy
Joseph Amédée-François Lamy (Mougins, 7 febbraio 1858 – Kousséri, 22 aprile 1900) è stato un esploratore e militare francese, morto nella battaglia di Kousséri.

## Biografia

### Famiglia
Figlio del tenente di vascello Joseph Sosthène Lamy (1818-1891), originario di Nancy, e di Elisabeth Giraud, appartenente ad un'antica e nobile famiglia provenzale, il cui padre, il notaio Louis Giraud, aveva sposato Honorine Courmes, figlia di Claude-Marie Courmes, sindaco di Grasse dal 1830 al 1835.

### Carriera militare

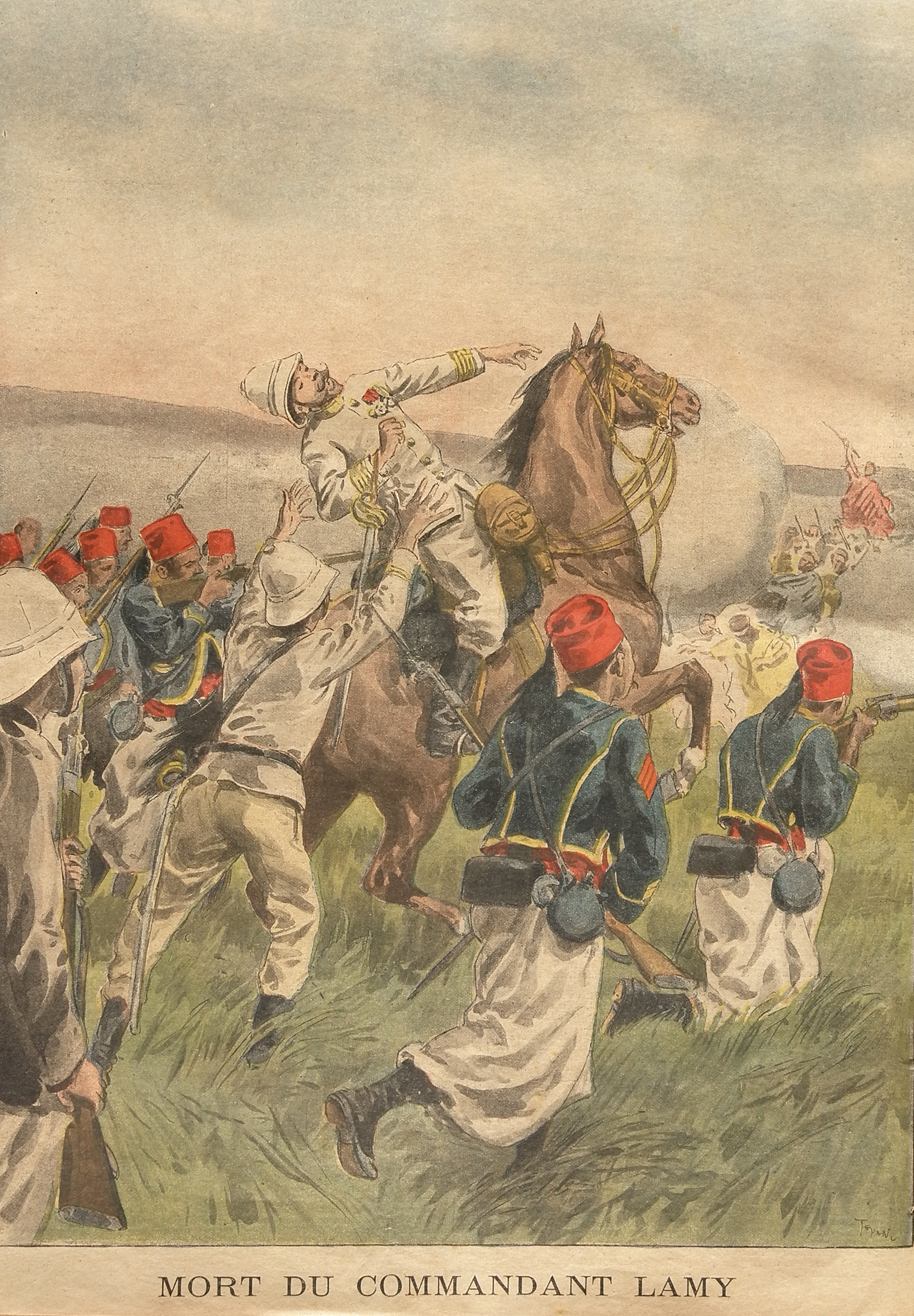
More di Lamy a Kousséri

A 10 anni entrò al Prytanée national militaire, dove ottenne il primo premio in geografia al concorso generale dei licei e dei collegi del dipartimento. Nel 1878 entrò all'École spéciale militaire de Saint-Cyr (63e promotion: des Zoulous 1878-1880), la più prestigiosa accademia militare francese.
Lamy iniziò la sua carriera nel 1880 come sottotenente nel 1º reggimento dei tirailleurs algériens.  Scoprì l'Africa sahariana e partecipò alla colonizzazione francese della Tunisia. Nel 1884 venne inviato nel Tonchino, dove restò fino al 1886.
Tornato in Algeria nel 1887 come aiutante di campo del generale che comandava la divisione di Algeri, rinnovò il suo interesse per il Sahara e imparò a sfruttare le qualità dei meharisti. Il deserto lo affascinava e imparò a vivere con poco: «Personalmente, sarò veramente felice solo quando potrò vivere senza bere e mangiare. Al momento sto praticando questo tipo di esistenza, ma non ho ottenuto che risultati mediocri. Sono ancora costretto a mangiare più di sei datteri ai miei pasti: è desolante!».

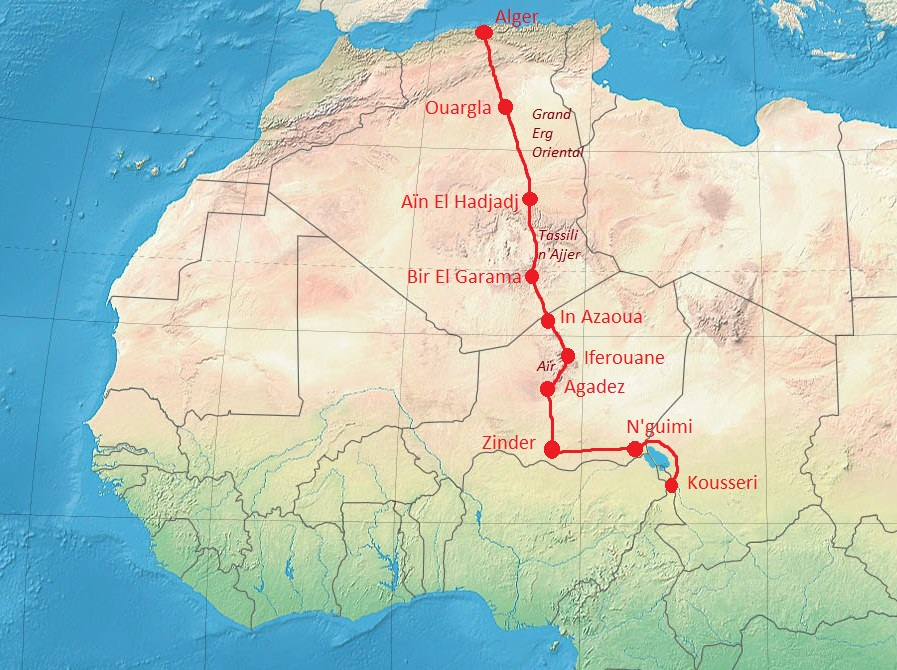
Mission Foureau-Lamy (1898

Nel 1893 partecipò alla missione Le Chatelier, con l'incarico di studiare il progetto di una ferrovia dalla costa atlantica a Brazzaville e di effettuare studi botanici, geologici e geografici. Fu Alfred Le Chatelier a presentargli Fernand Foureau, con il quale nel 1898 Lamy organizzò la missione Foureau-Lamy, il cui scopo era quello di raggiungere il lago Ciad, dove si sarebbe riunita con la missione Voulet-Chanoine (proveniente dal Senegal) e con la missione Gentil (proveniente dal Congo francese). 
Foureau e Lamy partirono da Algeri ed attraversarono il Sahara, incontrando le altre due missioni a Kousséri. Il 22 aprile 1900 le forze francesi, riunite sotto il comando di Lamy, si scontrarono con Rabih al-Zubayr, signore della guerra sudanese che aveva creato un proprio impero nei territori intorno al lago Ciad. Nello scontro, che viene ricordato come battaglia di Kousséri e che fu una schiacciante vittoria francese, persero la vita sia Lamy che Rabih. Il tenente Octave Meynier, che fu ferito accanto a Lamy, descriverà la morte di quest'ultimo in molte sue opere.
Il 29 maggio 1900 Émile Gentil, primo governatore del terrirìtorio francese del Ciad, fondò Fort-Lamy, l'attuale capitale del Ciad (dal 1973 ribattezzata N'Djaména).